# Zlonice
Zlonice (deutsch Slonitz) ist ein Městys in Mittelböhmen (Tschechien).

## Geographie
Zlonice liegt auf einer Höhe von 223 Metern ü. NN. an der Straße zwischen Slaný und Litoměřice, in einer landschaftlich reizvollen Gegend in der Nähe des legendären Bergs Říp und des Böhmischen Mittelgebirges (České Středohoří). Auf einer Fläche von 1605 Hektar leben 2279 Einwohner (Stand 2006).

## Geschichte
1318 wurde das Dorf mit der Kirche und Feste erstmals schriftlich erwähnt. An der wirtschaftlichen Entwicklung des landwirtschaftlich geprägten Dorfes hatten den stärksten Anteil die Adelsgeschlechter Walkaun von Adlar in der Zeit von 1544 bis 1707 und die Grafen und späteren Fürsten Kinský seit 1721.
Die Familie Walkaun von Adlar schloss sich vorübergehend der Reformation an; Bohuchwal Walkaun von Adlar (tschechisch Bohuchval Valkoun z Adlaru) konvertierte aber wieder von den Böhmischen Brüdern zur römisch-katholischen Kirche und sorgte einige Zeit danach für die Verhaftung von 22 seiner Bauern, die wieder zum evangelischen Glauben zurückgekehrt waren; diese Massenverhaftung erfolgte am 5. Mai 1629 in Zlonice. Als  Anführer der Bauern hatte er den Laienprediger Georg Balthasar aus dem Ortsteil Tmáň angezeigt, der am 14. August 1629 in Prag hingerichtet wurde und heute als evangelischer Märtyrer gilt. Bohuchwal Walkaun von Adlar war es auch, der die altdeutsche Feste Stauf (tschechisch Štáf) Anfang des 17. Jahrhunderts in ein Renaissance-Schloss umbauen ließ. Er baute ferner die Pfarrei und Schule um und ließ für die Armen ein Spital errichten. Sein Verdienst war es, dass das Dorf 1705 zu einem Städtchen erhoben wurde. Wenzel Johann Adalbert Walkaun von Adlar verkaufte Zlonice 1707 und erwarb stattdessen die Herrschaft Hokov.
Die Kinský-Familie brachte wirtschaftlichen und kulturellen Aufschwung in den Ort. Sie ließ Fabriken erstellen, 1727 bis 1744 renovierte sie die Kirche Mariä Himmelfahrt, baute 1745 ebenfalls ein Armenspital und erstellte 1750 bis 1753 nach den Plänen von Kilian Ignaz Dientzenhofer eine neue Pfarrei. Seit 2007 ist Zlonice wieder ein Městys.

## Ortsteile
- Břešťany
- Lisovice
- Vyšínek
- Tmáň

## Sehenswürdigkeiten

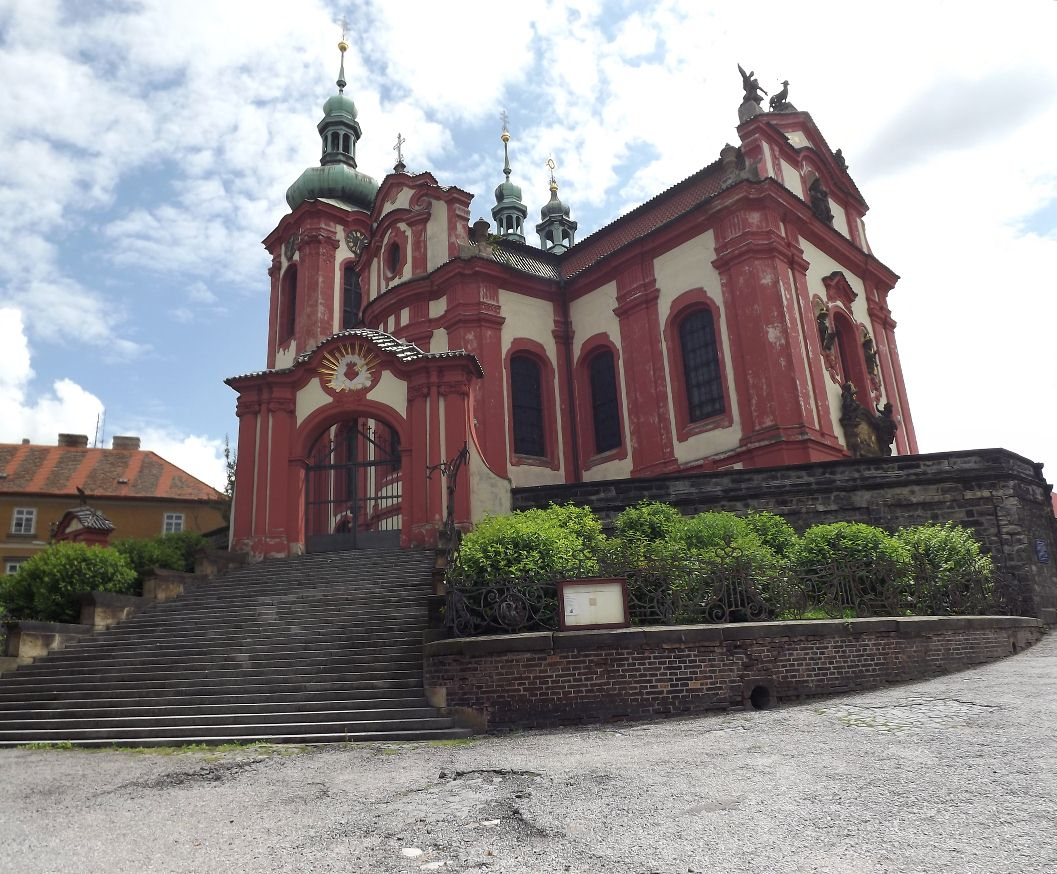
Maria Himmelfahrt Kirche

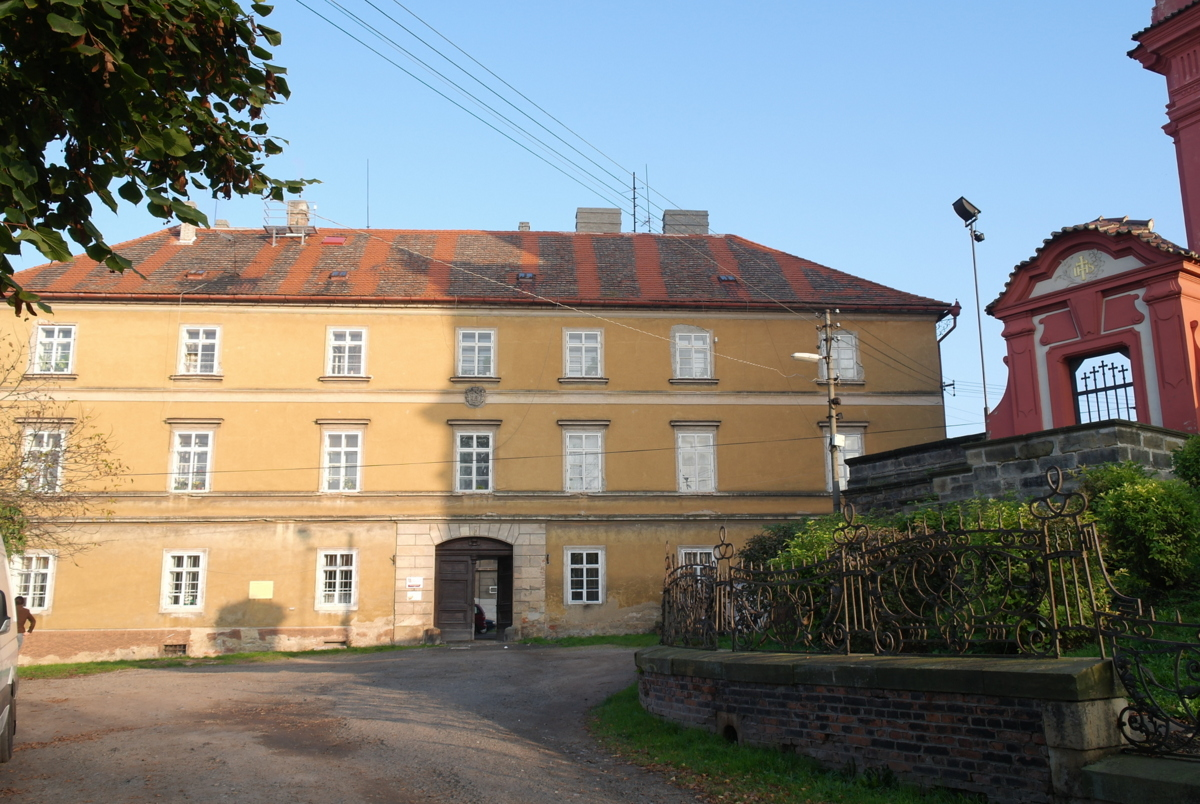
Schloss Zlonice

- Kirche Mariä Himmelfahrt
- Jüdischer Friedhof
- Eisenbahnmuseum

## Persönlichkeiten
- Antonín Dvořák (1841–1904), wirkte seit 1853 eine Zeit lang in Slonitz und hat der Stadt seine 1. Sinfonie gewidmet.
- Georg Balthasar (unbekannt–1629), wurde am 5. Mai 1629 gemeinsam mit 21 weiteren Bauern in Slonitz festgenommen und nach Schlan gebracht
- Václav Hájek z Libočan (unbekannt–1553), war von 1521 Kaplan in Slonitz
- Franz de Paula Ulrich III. Reichsfürst Kinsky von Wchinitz und Tettau (1726–1792), Feldmarschall
- Jean-Baptiste Krumpholz (tschechisch: Jan Křtitel Krumpholtz; 1742–1790) war ein tschechischer Komponist und Harfenist.